# Episodi di The Sleepover Club (prima stagione)
Andata in onda:
- Stati Uniti - Disney Channel: 2002/2004
- Australia - Nine Network: 2003/2004
- Italia- Disney Channel Italia: 2003/2005
- Italia - Italia 1: 20 novembre/22 dicembre 2006 (tranne "Il sesso forte")

Protagoniste: Francesca (Frankie) Thomas, Kendra (Kenny) Tam, Felicity (Fliss) Sidebotham, Lindsay (Lyndz) Collins e Rosinda (Rosie) Cartwright.
| nº | Titolo originale     | Titolo italiano                    | Prima TV USA     | Prima TV Italia (TV in chiaro) | Prima TV Italia (Disney Channel) |
| -- | -------------------- | ---------------------------------- | ---------------- | ------------------------------ | -------------------------------- |
| 1  | Perfect Match        | La coppia perfetta                 | 1º novembre 2002 | 20 novembre 2006               | n/d                              |
| 2  | Scary Movie          | Scary movie                        | 8 novembre 2002  | 21 novembre 2006               | n/d                              |
| 3  | Beach Hut            | Il chiosco                         | 15 novembre 2002 | 23 novembre 2006               | n/d                              |
| 4  | Fearlotto            | Paure segrete                      | 22 novembre 2002 | 24 novembre 2006               | n/d                              |
| 5  | The Great Debate     | Il sesso forte                     | 29 novembre 2002 | inedito (censurato)            | n/d                              |
| 6  | Happy Birthday Rosie | I regali più belli non si comprano | 6 dicembre 2002  | 28 novembre 2006               | n/d                              |
| 7  | Starring             | Ciak, si gira                      | 13 dicembre 2002 | 29 novembre 2006               | n/d                              |
| 8  | Makeover             | Nuovo look                         | 20 dicembre 2002 | 30 novembre 2006               | n/d                              |
| 9  | Changing Rooms       | Il segreto di Rosie                | 27 dicembre 2002 | 1º dicembre 2006               | n/d                              |
| 10 | Swim Carnival        | Perdere la testa                   | 3 gennaio 2003   | 4 dicembre 2006                | n/d                              |
| 11 | Car Wash             | Concorrenza sleale                 | 10 gennaio 2003  | 5 dicembre 2006                | n/d                              |
| 12 | Outdoor Trip         | La traccia scintillante            | 17 gennaio 2003  | 6 dicembre 2006                | n/d                              |
| 13 | Fight To Kenny       | L'ultima riunione                  | 24 gennaio 2003  | 7 dicembre 2006                | n/d                              |
| 14 | Third Time Unlucky   | Non c'è due senza tre              | 28 novembre 2003 | 7 dicembre 2006                | n/d                              |
| 15 | Election             | Elezioni                           | 5 dicembre 2003  | 8 dicembre 2006                | n/d                              |
| 16 | Shoot To Win         | Varicella                          | 12 dicembre 2003 | 11 dicembre 2006               | n/d                              |
| 17 | Horseback            | Il torneo di equitazione           | 19 dicembre 2003 | 12 dicembre 2006               | n/d                              |
| 18 | Family Ties          | Una lite tra amici                 | 26 dicembre 2003 | 13 dicembre 2006               | n/d                              |
| 19 | Agony Aunt           | Il rifiuto della divisa            | 2 gennaio 2004   | 14 dicembre 2006               | n/d                              |
| 20 | The Winning Ticket   | Al parco giochi                    | 9 gennaio 2004   | 15 dicembre 2006               | n/d                              |
| 21 | Blind Date           | Lezioni di salsa                   | 16 gennaio 2004  | 18 dicembre 2006               | n/d                              |
| 22 | Greek Sleepover      | Il pigiama party greco             | 23 gennaio 2004  | 19 dicembre 2006               | n/d                              |
| 23 | Price of Success     | Il prezzo del successo             | 30 gennaio 2004  | 20 dicembre 2006               | n/d                              |
| 24 | Trapped              | In trappola                        | 6 febbraio 2004  | 21 dicembre 2006               | n/d                              |
| 25 | Graffiti             | Graffiti                           | 13 febbraio 2004 | 22 dicembre 2006               | n/d                              |
| 26 | End of an Era        | Sleepover in pericolo              | 20 febbraio 2004 | 22 dicembre 2006               | n/d                              |

## Trame

### La coppia perfetta
- Narratrice: Frankie

Le ragazze scoprono che la loro professoressa, la signorina Nickles,si è appena lasciata con il suo fidanzato, allora decidono di organizzarle un appuntamento combinato con Mr.Bicipite l'insegnante di ginnastica. Ma c'è sempre lo zampino degli M+M, che scrivono sulla lettera(che doveva essere per la signorina Nickels da parte di Mr bicipite) il nome di Frankie e lei si ritrova in punizione. Nel frattempo le socs aspirano a far integrare Rosie nel loro gruppo e farla entrare nel club nonostante le proteste di Frankie.  

### Scary movie
- Narratrice: Lyndz

Rosie, non ancora entrata nello Sleepover Club a tutti gli effetti, viene comunque invitata al dodicesimo compleanno di Lyndz, che, nel frattempo, si trova a dover discutere con il suo gemello, Michael, per evitare che le SOCs e gli M+M si incontrino durante i festeggiamenti. Frankie, dal suo canto, vuole indagare maggiormente su Rosie e, per far in modo che questa sia davvero degna di entrare nel club, in virtù della terza regola Le socie non hanno paura, lascia sola Rosie davanti ad un film horror che l'aspirante socia troverà davvero interessante.

### Il chiosco
- Narratrice: Frankie

Il Signor Stefanopulos decide di chiudere il chiosco dove le ragazze dello Sleepover erano solite andar a bere i gustosi frappé, perché ha dei problemi economici, Frankie cerca di salvare la situazione ma "grazie" agli M+M combinerà un pasticcio e il Signor Stefanopulos se la prende con lei e le sue amiche, ma un caso imprevisto mette a posto le cose
. In pratica, Frankie organizza un concerto  dove a cantare sarà Tom il fratello maggiore di Lyndz, e la sua band e con i soldi guadagnati il signor Stefanopulos riesce a mantenere il suo locale. 

### Paure segrete
- Narratrice: Lyndz

Ad un pigiama party Rosie propone di fare un gioco "il lotto della paura" sulle proprie paure dove  ognuna di loro scrive su un bigliettino la propria paura. Li pescano tutti e l'ultimo contiene la paura che qualcuno dovrà affrontare. È quella di Lyndz: la paura dei pipistrelli. Decisa ad affrontarla si avventurano sul fiume dove accampano i pipistrelli. "Grazie" a gli M+M, le ragazze riescono ad affrontare tutte le paure.

### Il sesso forte
- Narratrice: Rosie

La classe delle SOCs deve organizzare un dibattito sul tema "Gli uomini sono il sesso forte?" e, alla formazione delle parti, Frankie finisce con Marco, Michael, Sara e Alana nella squadra a favore, mentre il resto dello Sleepover Club si ritrova con Matthew nella squadra contro. Tra novelli 007, estorsioni di cibo a danno dei piccoli e tentativi di sabotaggio, le SOCs dovranno fare i conti con il malessere di Rosie che la farà ricoverare d'urgenza in ospedale. Matthew stupirà tutti con un bellissimo discorso che farà vincere il dibattito alla sua squadra.
NOTA: Questo episodio, contenente il titolo sesso, fu considerato inappropriato e in Italia fu censurato da Mediaset quando trasmise la serie in chiaro su Italia 1, ad eccezione della prima visione pay dell'episodio trasmesso da Disney Channel.

### I regali più belli non si comprano
- Narratrice: Lyndz

Al compleanno di Rosie le ragazze sono in crisi per decidere quale regalo comprarle. Soprattutto Lyndz, al momento indebitata con Michael. Al termine di una estenuante corsa all'interno del centro commerciale, tra arresti, nasi sanguinanti e furti di denaro, le ragazze, scoperta la situazione di Lyndz e su consiglio di quest'ultima, decidono di fare a Rosie un regalo davvero speciale cioè un album fotografico con tutte le foto delle SOCs

### Ciak, si gira
- Narratrice: Flyss

Flyss, infastidita dal comportamento di Andy, compagno di sua madre, gli risponde male dopo la sua "invasione" ad un pigiama party delle ragazze. Andy, rimanendo basito, lascia la telecamera nella stanza di Flyss e le SOCs ne approfittano per girare un video con i più grandi segreti delle socie del club. Peccato che, poco dopo, il nastro finisca nelle mani degli M+M che, minacciando di proiettarlo davanti all'intera scuola, rischieranno di umiliare le inseparabili amiche. Ma anche Michael ha un grande e imbarazzante segreto, per cui minacciano anche lui e gli M+M ridanno il nastro alle ragazze (il segreto era che si era truccato e vestito per ballare)

### Nuovo look
- Narratrice: Lyndz

Lyndz cerca di cambiare il suo look e chiede aiuto a Flyss, ma dopo aver litigato con l'amica, sceglie di adottare un look estremo per presentarsi al ballo. Quando Lyndz arriverà li, tutti la prenderanno in giro e solo grazie alle sue inseparabili amiche, ritornerà la dolce Lyndz. Frankie e Matthew si esibiranno in un ballo veramente avvincente e la serata si concluderà con la riappacificazione tra Fliss e Lyndz. Nel frattempo, Frankie e Matthew ballano e il giovane si innamora di lei, perché invece di renderla ridicola e goffa agli occhi dei compagni le fa vincere il primo premio alla gara di ballo, Sara e Alana se ne vanno arrabbiate

### Il segreto di Rosie
- Narratrice: Flyss

In occasione di una raccolta di beneficenza le ragazze dello Sleepover sono intente ad organizzare una serata a casa di Rosie ma la ragazza cerca di sviare i loro piani e di convincerle a fare il pigiama party in un'altra casa. Ma la regola del club è: "a turno ognuno ospiterà il pigiama party" e siccome Rosie non sembra voler rispettare questa regola Frankie la vuole fuori dal club. Solo la solidarietà delle altre SOCs, unita all'aiuto del padre di Rosie, farà capire a Frankie, Lyndz, Fliss e Kenny il vero motivo che aveva Rosie(si vergognava della sua camera) così entrano nella stanza di Rosie, trovando il disordine e la trasformano in una vera stanza e Rosie fa il pigiama party con le ragazze in casa sua.

### Perdere la testa
- Narratrice: Rosie

Il padre di Rosie si comporta in modo molto strano, per questo le SOCs pensano che abbia una fidanzata e che essa sia la loro prof di ginnastica: così cercano in tutti i modi di ostacolare la relazione. Alla fine i loro sospetti si rivelano un buco nell'acqua. Intanto gli M+M fanno uno scherzo a Flyss mandandole messaggi fingendosi Ryan Scott. In seguito a questo episodio Flyss capirà che Marco, che aveva cercato di avvertirla, è un bravo ragazzo

### Concorrenza sleale
- Narratrice: Frankie

Le ragazze dello Sleepover Club, per organizzare una speciale serate a tema, mettono in piedi un autolavaggio per riempire le "casse" del club. Peccato che anche gli M+M, con Sara e Alana, scoprendo il piano delle SOCs, decidano di organizzare anche loro un autolavaggio, con le relative conseguenze, ovvero la perdita dei clienti e con la sconfitta di Sara e Alana e dei M+M.In tutto ciò Lyndz ha un allontanamento dal club ed inizia ad essere diffidente nei loro confronti tanto che pensano che sia stata Lyndz a combinare gli iniziali guai successi durante la pulizia delle auto all'autolavaggio ma alla fine capiranno che non è stata lei bensì gli M+M Sara e Alana.

### La traccia scintillante
- Narratrice: Frankie

Le ragazze dello Sleepover Club vanno in gita scolastica al campeggio e devono affrontare una gara per vincere un trofeo. Mentre a Frankie capitano in squadra Lyndz e Rosie, la squadra di Kenny è composta da Fliss, Sara e Alana. Gli M+M intanto, per cercare di vincere a ogni costo, smagnetizzano tutte le bussole a parte la propria, che mettono in tasca.dove c'è la calamita. Quindi l'intera scuola si perderà e solo grazie allo smalto con i brillantini di Fliss riusciranno ad uscire dal bosco. e alla fine il trofeo verrà vinto dalla squadra di Kenny.

### L'ultima riunione
- Narratrice: Kenny

I genitori di Kenny comunicano a lei e a sua sorella Molly che, per motivi lavorativi, entro una settimana l'intera famiglia si deve trasferire a Sydney. Kenny, non volendo inizialmente dirlo alle socie del club, si tradisce in quella che per lei sarà l'ultima riunione. Inizieranno così, con la complicità di Molly e della nonna di Kenny, una serie di piani, escamotage e complotti per non far partire la famiglia Tam.
Sfortunatamente, i genitori di Kenny scopriranno tutto, e anticiperanno la partenza.

### Non c'è due senza tre
- Narratrice: Rosie

Con Kenny a Sydney, lo Sleepover Club sembra sul punto di finire, soprattutto per l'atteggiamento di Frankie, afflitta dalla partenza della sua migliore amica. Solo Rosie sembra riuscire a tenere appena in piedi il Club, ma non sarà così facile quando il Libro del Club scomparirà e Frankie si chiamerà ufficialmente fuori. Eppure, a Sydney, Kenny e la sua famiglia non sembrano trovarsi bene. Intanto, Sara ne approfitta per entrare nel club. Quando, durante una riunione abbastanza deprimente senza Kenny, qualcuno bussa alla porta usando il codice segreto del club, le ragazze temono si tratti degli M+M, ma invece avranno una sorpresa alquanto inaspettata.

### Elezioni
- Narratrice: Flyss

Frankie, Matthew e Sara si candidano alle elezioni scolastiche, con le rispettive candidature: compiti a punteggio, patatine fritte e hamburger a pranzo, e l'essere Sara.
Inizialmente, la campagna di Frankie non va molto bene, così decide di cambiarla, decidendo di fare lezione in spiaggia ogni venerdì. La campagna comincia ad avere successo, e gli M+M, con la complicità della sorella di Kenny, le rapiscono il suo topolino, per farle ritirare dalla competizione.
Le Sleepover non mollano, e iniziano le ricerche. Se non troveranno il topolino, Frankie si ritirerà. Fortunatamente, Kenny riuscirà a trovarlo nel chiosco di hamburger. E le elezioni le vince proprio Frankie.

### Varicella
- Narratrice: Kenny

Il Crescent Bay Corellas entra in crisi: sia il signor Bilton che le migliori giocatrici della squadra Corellas, si ammalano di varicella, e devono sfidare le Marauders, ragazze davvero alte e superdotate, ma anche molto sleali. E lo Sleepover entra in crisi: infatti le Marauders sono compagne di stanza dello Sleepover(in quanto ospitate nelle loro rispettive case), ma le Socs non si troveranno bene con loro a causa di alcuni loro scherzetti e trucchetti sleali. Frankie non riesce a dormire con la sua compagna, Lyndz viene ignorata dalla sua famiglia, Rosie viene ignorata dal padre, la compagna di Flyss definisce quest'ultima sofisticata e le butta via i vestiti, mentre la compagna di Kenny le rende la vita impossibile. Il peggio arriva quando le giocatrici sostituite sono Sara e Alana.
Lo Sleepover, Sara e Alana contano sul gioco di squadra, e vincono contro le Maraueders, che erano addirittura cintura nera di taekwondo. Ma Sara, credendo di essere entrata nel club, caccia Alana, e lo Sleepover caccia in seguito anche Sara.

### Il torneo di equitazione
- Narratrice: Flyss

Lyndz deve partecipare ad un'importante gara di equitazione e Flyss si offre di accompagnare l'amica per sostenerla ma ciò è solo una scusa per vedere Ryan Scott dato che anche lui sarà presente alle gare. Lyndz si accorge di ciò ed è molto arrabbiata e delusa da Flyss. Come se non bastasse, Flyss viene anche criticata oltre che da Lyndz dal gemello Michael sul suo essere maldestra e ciò le farà intraprendere una cavalcata pericolosa che la porterà a rischio la vita. Ma Lyndz e Michael collaborando riescono a salvarla e Lyndz e Flyss si riappacificano. Nel frattempo Frankie, Kenny e Rosie avrebbero dovuto lavorare ad una ricerca ma si ritrovano a dover fare da baby sitter ad un bambino di pochi mesi figlio di un'amica della madre di Frankie.

### Una lite tra amiche
- Narratrice: Kenny

Rosie gioca un cattivo scherzo a Michael durante un barbecue e Lyndz se la prende con la sua amica.
Frankie, Kenny e Flyss devono convincere Lyndz e Rosie a fare pace, altrimenti il club potrebbe sfaldarsi. Nel frattempo, la nonna di Kenny vuole dedicarsi a vari sport, ma la nipote la scoraggia, perché "È troppo vecchia". Alla fine, sarà proprio grazie all'"atletica" signora Tam che Kenny troverà il modo di salvare il club.

### Il rifiuto della divisa
- Narratrice: Lyndz

Rosie è alla disperata ricerca di un articolo per il giornale della scuola, Frankie vuole 
far abolire le divise, Flyss inizia ad odiare la moda dopo la sua "grande occasione" per comparire su un giornale come modella che non va come lei sperava per via di alcuni abiti non proprio "alla Flyss". E Kenny viene nominata "Guru della moda". Queste situazioni si intrecciano, Kenny dà consigli assurdi ma tutti li seguono. Ma dà un consiglio troppo esagerato a Marco, non sapendo che la lettera di quell'anonimo era sua. Il ragazzo viene preso in giro, ma Flyss salva la situazione.

### Al parco giochi
- Narratrice: Frankie

Il parco divertimenti di Crescent Bay ha indetto un concorso per il quale il milionesimo cliente riceverà un buono di ingresso gratis per un anno per otto persone. Il fortunato biglietto finisce, all'insaputa delle Sleepover, nelle mani di Callum, il fratello minore di Flyss. Inutile dire che gli M+M tenteranno di estorceglielo in tutti i modi, ma non sarà una cosa facile poiché Callum è più furbo di loro. Alla fine lo Sleepover con l'aiuto di tre ragazze conosciute dagli M+M, riusciranno ad avere la loro rivincita.

### Lezioni di salsa
- Narratrice: Rosie

Matthew prende di nascosto delle lezioni di salsa da sua cugina per una serata in cui la madre di Flyss riceverà la proposta di matrimonio da Andy.
La stessa Flyss aveva un appuntamento al buio con Ryan Scott, ma gli M+M hanno venduto dei panini realizzati con materiali scadenti che hanno costretto Ryan a disertare la festa.

### Il pigiama party greco
- Narratrice: Lyndz

Il signor S. rivela a Frankie il segreto della sua ricetta della pizza. Frankie lo racconta a Rosie, che è tentata di scriverlo come articolo per essere ammessa al giornale della scuola.
Contemporaneamente, il mosaico "Torre di Pisa di pasta", esposto davanti al negozio della famiglia Di Pieri e loro caro ricordo dell'Italia, viene rotto. Tra il pigiama party greco, segreti e litigate, le SOCs riusciranno a restare amiche, anche se con qualche difficoltà.

### Il prezzo del successo
- Narratrice: Kenny

La classe è in ansia per il compito di scienze del signor Karna ma gli M+M, inutile dirlo, non hanno la benché minima intenzione di mettersi a studiare, cercando di rubare il compito dal computer del professore.
Intanto, Frankie confida alle amiche che, nonostante sia una studentessa che ottiene ottimi voti, anche lei ha paura del compito, ma alla fine prenderà il massimo(86% quasi il massimo dei punti perché aveva preso anche A+) mentre il signor Karma scoprirà l'imbroglio di Michael e Matthew (Marco ha studiato) e vengono puniti, pulendo la gabbia dei topi.
Kenny accetta di allenarsi con Ryan Scott, gettando Flyss nella disperazione. Ma quando Ryan diventa una noia mortale, accetta di non allenarsi con lui, e si riappacifica con Flyss, con cui aveva litigato precedentemente.
La madre di Frankie ha dei malesseri, e non riesce a stare neanche in piedi, il motivo è che la madre della ragazzina è incinta, Frankie lo rivela alle Socs che le daranno subito dei consigli

### In trappola
- Narratrice: Flyss

Dopo i numerosi tentativi da parte degli M+M di vincere dei premi alla radio (a discapito del cellulare di Lyndz utilizzato dal fratello) viene consegnato loro per sbaglio un pacco che si rivela contenere un ventilatore industriale. I ragazzi decidono di metterlo nel garage del fratello di Lyndz, anche se il padre ne ha proibito l'accesso dopo l'incidente provocato dai figli sul suo modellino di fiammiferi avvenuto proprio in garage. Le ragazze chiuderanno gli M+M dentro facendo scusare i ragazzi con Lyndz per avergli fatto ritirare il cellulare, decidendo poi di liberarli ma realizzando più tardi che il paletto per la chiusura è automatico. Così mentre Frankie e Flyss (che in precedenza hanno litigato) cercano di distrarre il signor Collins e le altre cercano di fare uscire i ragazzi da dentro il garage.

### Graffiti
- Narratrice: Frankie

La scuola è stata infestata dai graffiti. 
Intanto, Kenny si allena con Ryan per una maratona di corsa, ma anch'essa viene sospesa a causa dei graffiti. Kenny e Ryan, passeggiando, scoprono tutto, e per non fare la spia, ingaggiano lo Sleepover e gli M&M, i tre maghi dell'imbroglio, e faranno scoprire tutto al signor Bilton.
Nel frattempo, gli M&M pagano delle scorte clandestine, e ricevono moltissimi soldi, e li spendono tutti per fare shopping. Ma i ragazzi vogliono subito avere il loro mutuo, ma gli M&M non hanno il coraggio di dire che hanno speso tutti i loro soldi.
In classe, devono lavorare per un progetto artistico che coinvolga quello che vogliono fare nel futuro. Frankie vorrebbe sfondare nel cinema con la futura sorella, Flyss vivere con Ryan Scott, avere figli, e diventare una modella, Rosie vorrebbe fare la giornalista o la scrittrice, Lyndz aprire una scuola di equitazione, e Kenny partecipare alle Olimpiadi e ai Mondiali.
Alla fine, lo Sleepover, mentre vanno al chiosco, incontrano Ryan, che dice di aver risolto da solo i problemi dei graffiti, quando in realtà sono stati gli M&M e lo Sleepover, e poi che Kenny è smidollata. Flyss, per non mettere in cattiva luce l'amica, gli getta in faccia tutto il suo disprezzo, e farà svanire nel nulla la cotta che aveva per lui.

### Sleepover in pericolo
- Narratrice: Lyndz

La madre di Flyss dopo essersi risposata, fa un viaggio di nozze e la figlia è decisa che per il suo ritorno organizzerà una festa a sorpresa. Intanto Rosie e Kenny escono con due ragazzi incontrati al ricevimento di nozze con la disapprovazione delle altre SOCs. Gli M+M all'inizio cercano di convincere i ragazzi a non uscire con Rosie e Kenny, ma quando si accorgono di fare un favore allo Sleepover Club, cambiano idea e ne combinano di tutti i colori. Il club è sul punto di fallire, ma per fortuna Rosie e Kenny cambiano idea sui ragazzi. La madre di Flyss ritorna a casa e le ragazze la sorprendono con una festa in riva al mare.